# Lobophyllia
Lobophyllia de Blainville, 1830 è un genere  di coralli della famiglia Lobophylliidae.

## Tassonomia
Comprende le seguenti specie:
- Lobophyllia agaricia (Milne Edwards & Haime, 1849)
- Lobophyllia corymbosa (Forskål, 1775)
- Lobophyllia costata (Dana, 1846)
- Lobophyllia dentata Veron, 2000
- Lobophyllia diminuta Veron, 1985
- Lobophyllia erythraea (Klunzinger, 1879)
- Lobophyllia flabelliformis Veron, 2000
- Lobophyllia grandis Latypov, 2006
- Lobophyllia hassi (Pillai & Scheer, 1976)
- Lobophyllia hataii Yabe & Sugiyama, 1936
- Lobophyllia hemprichii (Ehrenberg, 1834)
- Lobophyllia ishigakiensis (Veron, 1990)
- Lobophyllia radians (Milne Edwards & Haime, 1849)
- Lobophyllia recta (Dana, 1846)
- Lobophyllia robusta Yabe & Sugiyama, 1936
- Lobophyllia rowleyensis (Veron, 1985)
- Lobophyllia serrata Veron, 2000
- Lobophyllia sinuosa (Quoy & Gaimard, 1833)
- Lobophyllia valenciennesii (Milne Edwards & Haime, 1849)
- Lobophyllia vitiensis (Brüggemann, 1877)